# Bombardement op Rotterdam
Het bombardement op Rotterdam werd op 14 mei 1940 tussen 13.27 en ongeveer 13.40 uur uitgevoerd door Duitse bommenwerpers in het kader van de Duitse militaire overval op Nederland. Het bombardement van een kwartier vernietigde bijna de gehele historische binnenstad van Rotterdam, mede door de branden die ontstonden. Er kwamen 711 mensen om, en ongeveer 80.000 inwoners werden dakloos.
Het bombardement was een reactie van nazi-Duitsland op het Nederlandse militaire verzet bij vooral de Afsluitdijk, de Grebbeberg, het Eiland van Dordrecht en rond Den Haag. De Duitse aanval op Nederland die op 10 mei 1940 was begonnen werd daardoor vertraagd. De Duitsers hadden een snelle opmars door Nederland, België en Luxemburg gepland, in de veldtocht tegen Frankrijk. Het bombardement leidde nog dezelfde dag tot de overgave van Rotterdam en onder de dreiging dat ook andere steden zouden worden gebombardeerd, te beginnen met Utrecht, tot de overgave van Nederland op 15 mei 1940.

## Situatie in Rotterdam
Al op 10 mei, de eerste dag van de Tweede Wereldoorlog in Nederland, landden er Duitse parachutisten in Rotterdam-Zuid. Bij deze actie werden bommen op de stad geworpen en werd het Noordereiland bezet. De in Rotterdam gelegerde mariniers en eenheden van de Landmacht hielden echter stand bij de Maasbruggen, waardoor de Duitsers er niet in slaagden de stad geheel in handen te krijgen.
Torpedobootjager Hr.Ms. Van Galen kreeg opdracht op te stomen naar Rotterdam. Fokker G.I toestellen stegen op vanaf Vliegveld Waalhaven en schoten diverse Duitse vliegtuigen neer. Voor de Duitsers bleek de oorlog in Nederland onverwacht traag te verlopen.
Generaal Rudolf Schmidt, bevelhebber van het 39e Gemotoriseerde Korps, had al eerder van zijn superieur, generaal Georg von Küchler, opdracht gekregen het verzet in Rotterdam met alle middelen te breken. Het is aannemelijk dat Hitler, die zich op maandag 13 mei bezorgd toonde over het gebrek aan voortgang in Nederland, opdracht gaf het Nederlandse verzet harder en sneller aan te pakken.
Kampfgeschwader 54 werd uit het Belgische front teruggetrokken om in Nederland te worden ingezet. Dit betrof een eenheid zware bommenwerpers, naast de voor een tactische doorbraak noodzakelijke Stuka's. Hitlers doel was dan ook, zoals dr. Loe de Jong in zijn Het Koninkrijk der Nederlanden in de Tweede Wereldoorlog betoogt, niet een doorbraak over de Willemsbrug, maar de capitulatie van Nederland. Wanneer Nederland niet capituleerde, zouden ook Utrecht, Den Haag, Amsterdam, Haarlem en andere grote steden gebombardeerd worden. Tegen het volkenrechtelijk verweer dat Rotterdam een verdedigde stad was, kan dus ingebracht worden dat het bombardement onderdeel van een breder plan was.

## Ultimatum
Op 14 mei 1940 tussen 9 en 10 uur stuurde generaal Schmidt een ultimatum naar kolonel Scharroo, de Nederlandse commandant van Rotterdam, en aan burgemeester Oud. Kolonel Scharroo ontving de drie Duitse militairen, die onder een witte vlag het ultimatum bezorgden, zonder Ouds aanwezigheid. Wel liet hij hem de brief lezen. De brief was ondertekend met de commandant van de Duitse troepen, zonder handtekening of rang.
Scharroo vond dit te vaag ('een vodje papier') om Rotterdam over te geven. Het ultimatum werd om 10.30 uur door Scharroo ontvangen en stelde dat twee uur na ontvangst, maatregelen tot vernietiging van Rotterdam getroffen zouden worden. Scharroo belde de Nederlandse opperbevelhebber op, generaal Winkelman, en zei dat hij niet van zins was 'op dit vod te capituleren', maar erkende dat de bevoegdheid bij Winkelman lag. Militair gezien zag hij geen noodzaak tot capitulatie, er was pantserafweergeschut op weg naar de Willemsbrug, de vernietiging van de spoorbrug werd voorbereid, en Rotterdam-Noord was vrij van Duitse troepen.
Burgemeester Oud had moeite om met generaal Winkelman verbonden te worden, en gaf te kennen dat het landsbelang voor het belang van de stad Rotterdam ging. Hij voegde er echter aan toe dat als de Nederlandse verdediging toch hopeloos was, Rotterdam gespaard diende te worden.
Winkelman besloot tijd te winnen door Scharroos argument tot het zijne te maken. Hij liet Scharroo om een nieuw en nu netter geformuleerd ultimatum vragen. Dit verzoek kwam om 11.45 uur. Om 12.10 uur vertrok een van Scharroos stafofficieren met dit verzoek. Het ultimatum zou ondertekend moeten zijn en naam en rang van de Duitse officier moeten vermelden.
Een kwartier voor het verstrijken van het ultimatum werd dit aan Oberstleutnant Von Choltitz overhandigd. Omdat de stad niet in een half uur geëvacueerd kon worden, en ook omdat er nauwelijks vluchtmogelijkheden waren, besloot burgemeester Oud om de stad niet te laten ontruimen. Als iedereen open op straat opeengeklemd zou zitten, zou het aantal slachtoffers slechts toenemen.
Generaal Schmidt hoorde het rapport van zijn parlementair aan, en gaf bevel het geplande artilleriebombardement van 13.00 uur uit te stellen. Tevens liet hij Kampfgeschwader 54 opdracht geven het bombardement uit te stellen wegens overgave-onderhandelingen. Dit eskader steeg juist op van drie Duitse vliegvelden. De vluchtcommandanten was meegedeeld dat wanneer het bombardement geen doorgang zou vinden, vanaf het Noordereiland rode lichtkogels afgevuurd zouden worden.
Schmidt ontving door onbekende oorzaak echter geen bericht dat de Duitse vliegtuigen toch waren opgestegen en nam geen maatregelen om rode lichtkogels te laten afvuren. Hij liet een nieuw ultimatum opstellen, en ondertekende ditmaal wel met naam, rang en handtekening. Voor 16.20 uur wilde hij Scharroos overgave ontvangen. Het was op dat moment 13.20 uur.

## Aanval

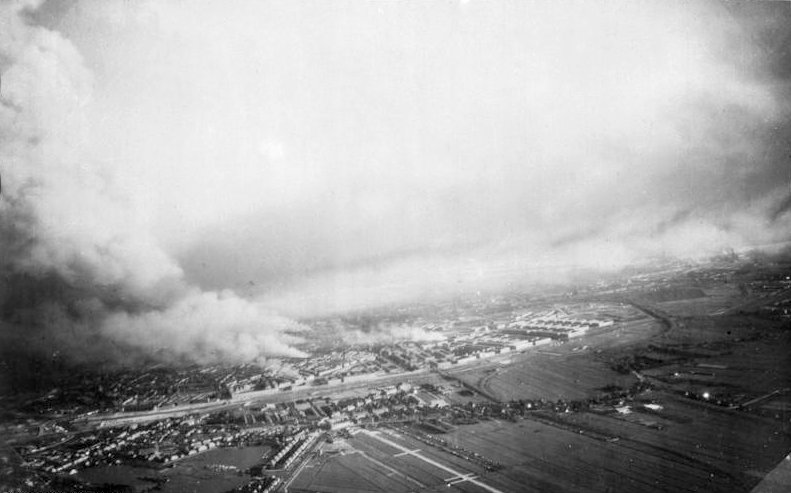
Luchtopname van brandend Rotterdam

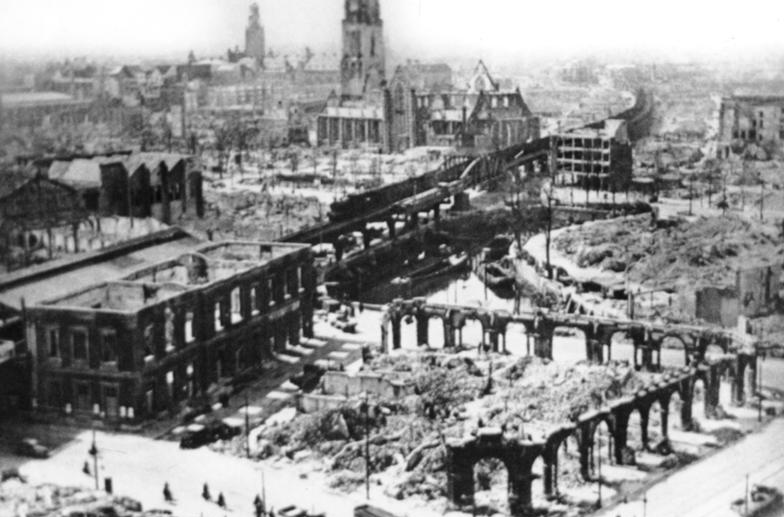
Station Blaak en de Laurenskerk

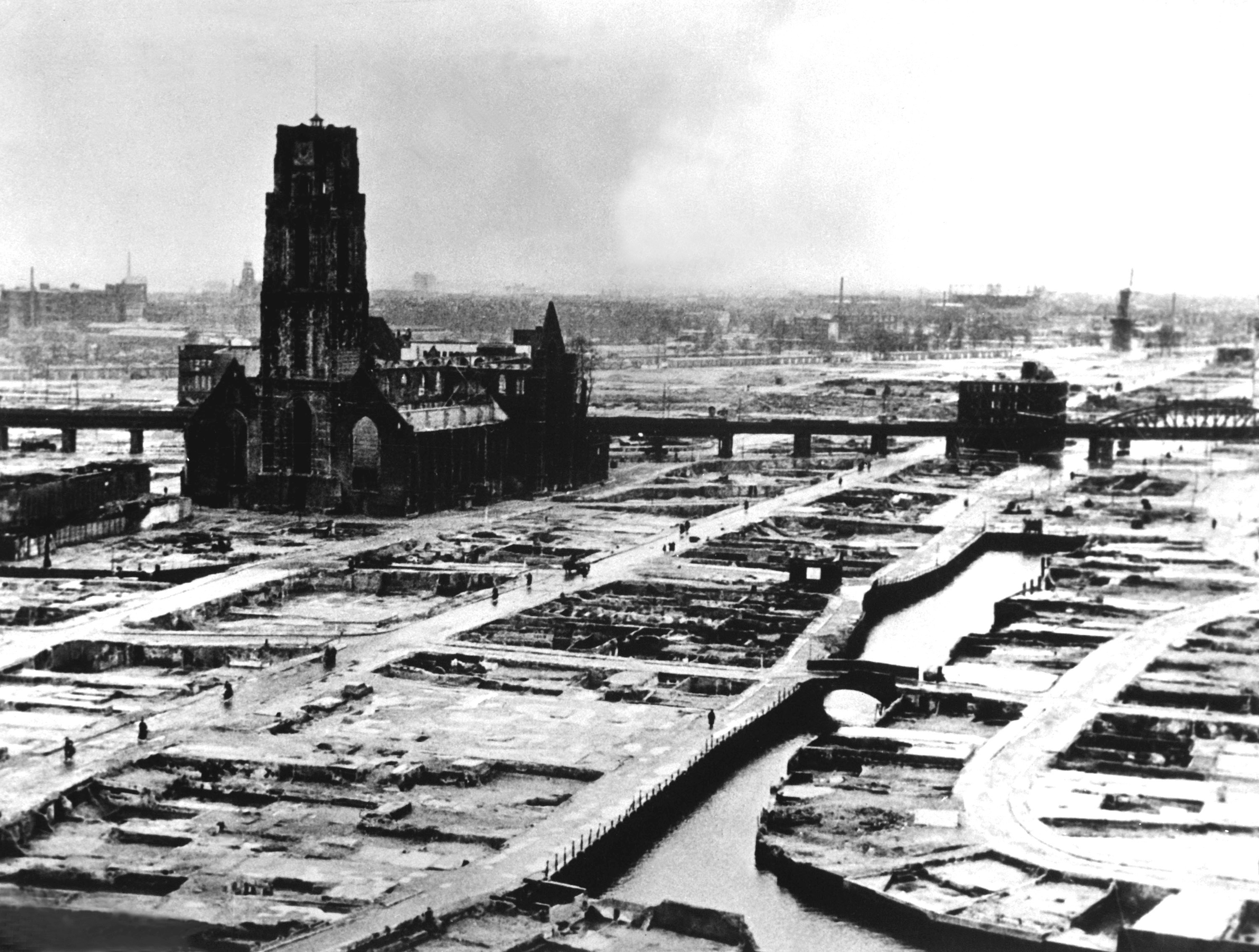
Rotterdam na het bombardement (en puinruiming) met de ruïne van de Laurenskerk.

Reeds binnen enkele minuten verschenen Duitse Heinkel He 111-bommenwerpers. In paniek, uit angst voor "friendly fire", liet Schmidt witte rollen katoen uit een warenhuis uitrollen en volgens voorschrift rode lichtkogels afvuren om de positie van de Duitse grondtroepen in de stad aan te geven. Een vanuit het zuiden naderend eskader zag de rode lichtkogels, die afgevuurd werden van het Noordereiland recht voor zich, en zwenkte af. Vliegtuigen van dat eskader wierpen hun bommenlast af op gebieden die zich onder de vliegroute terug naar de vertrekbases bevonden, een gebruikelijke procedure om ontploffingsrisico's bij de landing te vermijden. Het eskader boog af in westelijke richting, vloog over IJsselmonde vervolgens naar het zuidoosten en kwam ter hoogte van Oud-Beijerland het luchtruim boven Hoeksche Waard binnen. Daar kwamen geloosde bommen terecht bij het Spui achter huizen aan de Oostdijk die daarbij lichte schade opliepen. De Heinkels vlogen door in de richting van de Moerdijkbruggen en losten ook bommen boven Strijen en Strijensas. Bij deze letterlijke toevalstreffers vielen zeven doden en een aantal gewonden.
De 54 vanuit het oosten naderende Heinkels hielden koers volgens plan en wierpen hun bommen af boven Rotterdam omdat ze geen rode lichtkogels waarnamen boven het door hen te bombarderen gebied. Rotterdam was op dat moment vrijwel verstoken van luchtverdediging. Wel klonk het luchtalarm minuten achtereen. De bevolking zocht een schuilplaats in gebouwen en kelders. In het jaar dat Rotterdam zijn 600-jarig bestaan zou vieren, werd de historische binnenstad op 14 mei 1940 door 97.000 kilo Duitse brisantbommen verwoest. De Duitse bommen vielen in een brede strook in het centrum en ten noorden ervan, van Kralingen tot station Hofplein. Wat in eeuwen was opgebouwd werd in zeer korte tijd volledig vernietigd. Het bombardement duurde nauwelijks een kwartier. Na afloop waren elektriciteit, gas, telefoon en water uitgevallen. Ook het gemeenteziekenhuis aan de Coolsingel werd getroffen en brandde uit. De brandweer kon de zich snel uitbreidende branden niet bedwingen.

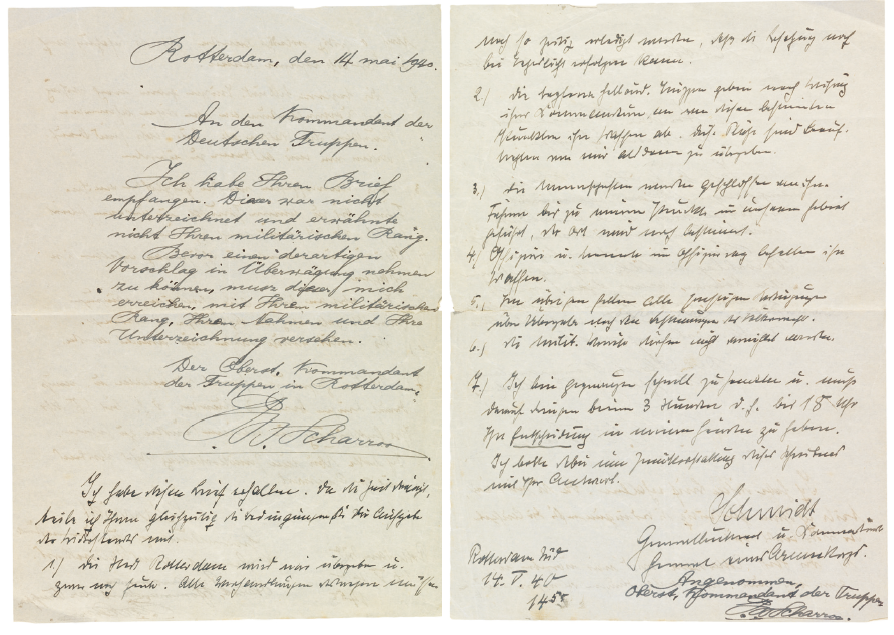
Het handgeschreven capitulatiedocument (Collectie Oorlogsmuseum Overloon)

Na dit bombardement wist kapitein Bakker, die Schmidts tweede ultimatum bij zich droeg, door het centrum van Rotterdam bij kolonel Scharroos hoofdkwartier aan de Statenweg in Blijdorp te komen. Verbinding met generaal Winkelman in Den Haag bleek niet meer mogelijk. In overleg met burgemeester Oud, overste Wilson, en de aanwezige kapiteins, besloot Scharroo tot capitulatie van Rotterdam. Overste Wilson vertrok per auto naar Den Haag om goedkeuring van generaal Winkelman hierop te vragen.
Het bombardement had de Nederlandse verdedigingsposities bij de Willemsbrug niet geraakt, en was daarvoor ook niet bedoeld geweest. Scharroo meldde zich een half uur voor afloop van het tweede ultimatum bij de Duitse linies, om 15.50 uur. Hij had om 15.00 uur de Nederlandse troepen opdracht gegeven niet meer te vuren. Bij Schmidt aangekomen ondertekende hij met 'angenommen'.
Mogelijk met de hachelijke positie van generaal Von Sponeck in gedachten, gaf de Duitse veldmaarschalk Albert Kesselring opdracht tot een tweede bombardement tussen 19 en 20 uur. Hij gaf ook Schmidt opdracht tot doorbraak naar Von Sponeck. Drie groepen bommenwerpers zouden de stad bombarderen tenzij hij bericht kreeg dat de doorbraak een feit was. Zodra Schmidt om 17.15 uur dit bericht ontving, zond hij een ongecodeerd bericht dat het noorden van de stad in zijn handen was – hoewel dit strikt genomen nog niet het geval was. Hij vertrouwde op Scharroos handtekening.
Om 16.15 uur begonnen eenheden van generaal Kurt Students Fliegerdivision de Maas over te steken. In het begin van de avond werden details besproken in Scharroos hoofdkwartier met burgemeester Oud en generaal Kurt Student. Toen er buiten schoten klonken, stak Student zijn hoofd uit het raam om aan dat nutteloze geschiet een eind te maken. Hij werd geraakt door een balk nadat een verdwaald projectiel de commandopost raakte. Duitse soldaten begonnen Nederlandse burgers tegen de muur te plaatsen voor een massa-executie. Von Choltitz verhinderde deze massamoord en liet de burgers naar een kerk brengen. Student werd naar het Bergwegziekenhuis gebracht en daar geopereerd. De volgende dag bleken er alleen Duitse kogels in de muur van de kamer te zitten.

## Gevolgen

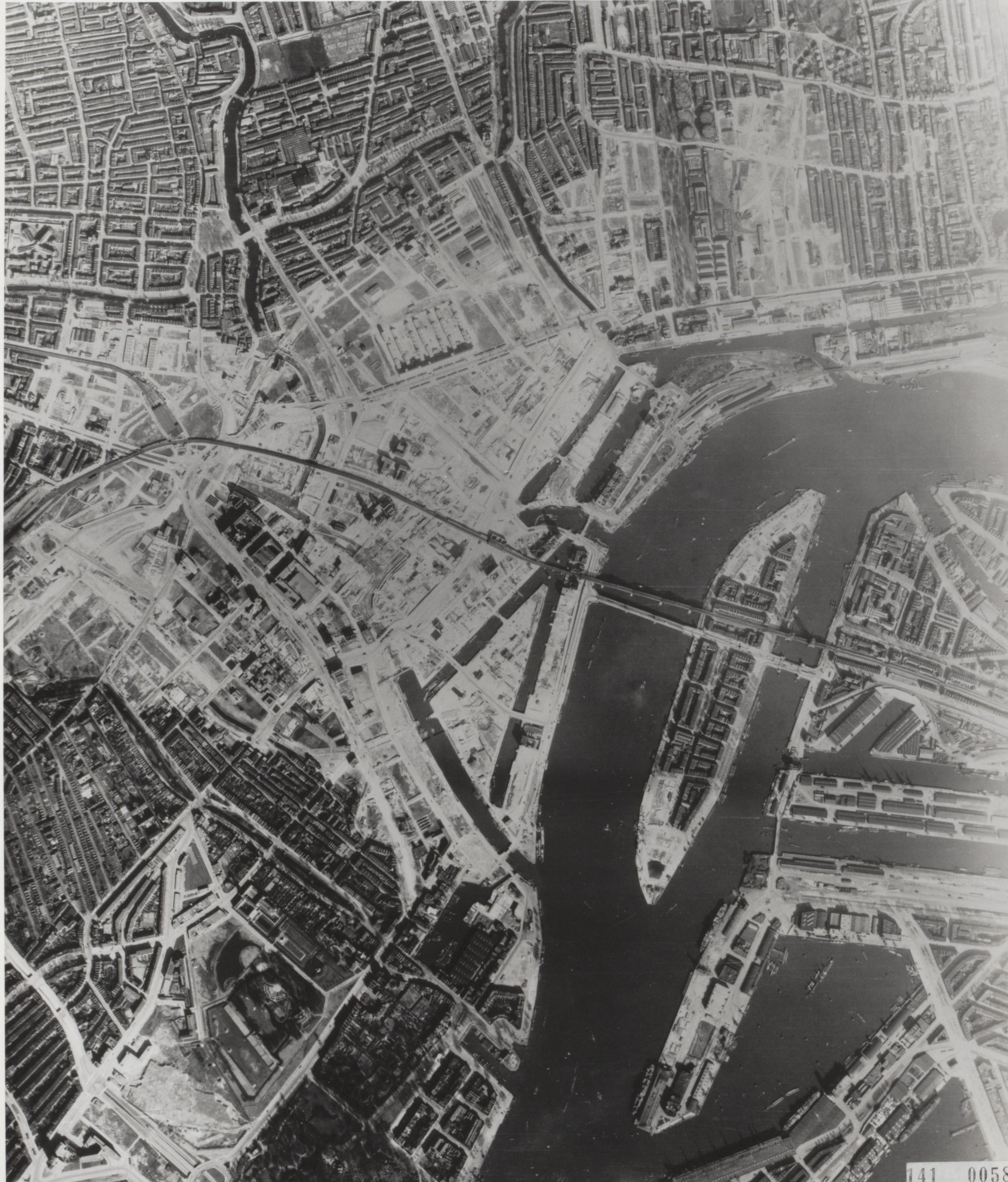
Luchtopname van Rotterdam drie jaar na het bombardement

De bommenregen, die vroeg in de middag viel, duurde slechts een kwartier, maar de vernietigende uitwerking, mede door de branden die ontstonden, was gigantisch. Meer dan 24.000 woningen werden in de as gelegd, 32 kerken en 2 synagogen werden verwoest. Ongeveer 650-900 mensen vonden de dood en 80.000 Rotterdammers werden dakloos. Toen de volgende dag de Duitsers dreigden op dezelfde manier ook Utrecht plat te gooien, was dit reden genoeg voor de capitulatie, op 15 mei 1940 getekend door generaal Winkelman e.a. te Rijsoord (gemeente Ridderkerk).
In Rotterdam was vrijwel het gehele centrum veranderd in een smeulende puinhoop. Aan de Coolsingel bleef een aantal belangrijke gebouwen gespaard: het Stadhuis, het postkantoor, het Schielandshuis, het beursgebouw (het huidige Beurs World Trade Center Rotterdam), Hotel Atlanta, het Grand Hotel Central, het Erasmushuis en het Witte Huis. Ook het politiebureau aan het Haagseveer overleefde het bombardement. Tegelijk met de bezetting begon ook het puinruimen. De wateren Blaak en de Schie werden gedempt met een deel van het puin, ook op het land van Hoboken en rondom en deels in de Kralingse Plas werd puin gestort. De rest van het puin werd verwerkt in de dijk van de destijds in aanleg zijnde Noordoostpolder. De naam Rotterdamse Hoek herinnert hieraan. Reeds in 1940 werden er plannen gemaakt voor de wederopbouw.
De oude Willemsbrug was ook vernield. Deze was destijds, op de niet verwoeste hefbrug De Hef voor treinverkeer na, de enige brug over de Maas, en moest dus snel worden hersteld.
Tot aan het einde van de 20e eeuw zouden de sporen van het bombardement op de binnenstad zichtbaar blijven. Door het bombardement heeft Rotterdam een heel ander stadsgezicht dan andere Nederlandse steden: het centrum bestaat voor een groot deel uit hoogbouw terwijl een oud historisch centrum ontbreekt.

## Nieuw bombardement
Het bombardement van 14 mei was niet het enige bombardement waardoor Rotterdam tijdens de  Tweede Wereldoorlog zou worden getroffen. Later in de oorlog onderging de stad honderden geallieerde luchtaanvallen. Het zwaarste bombardement ná 14 mei 1940 was het bombardement op Rotterdam-West van 31 maart 1943, waarbij 400 mensen om het leven kwamen en 16.500 mensen dakloos raakten.

## Herdenkingen

### Gedenktekens
- Op de brandgrens-website staat een onvolledig namenregister (circa 550 namen) van de mensen die bij het bombardement zijn omgekomen.[11] Vanaf 14 mei 2010 (70 jaar na het bombardement) is de gehele brandgrens permanent gemarkeerd met lampen in de grond in de vorm van rode vlammetjes.[12]
- Het beeld De verwoeste stad van Zadkine herinnert aan deze dramatische gebeurtenis.

### Muziek
- Frédérique Spigt zong in 2001 het lied Rotterdam, waarin het bombardement in herinnering wordt geroepen.